# 井上孝哉

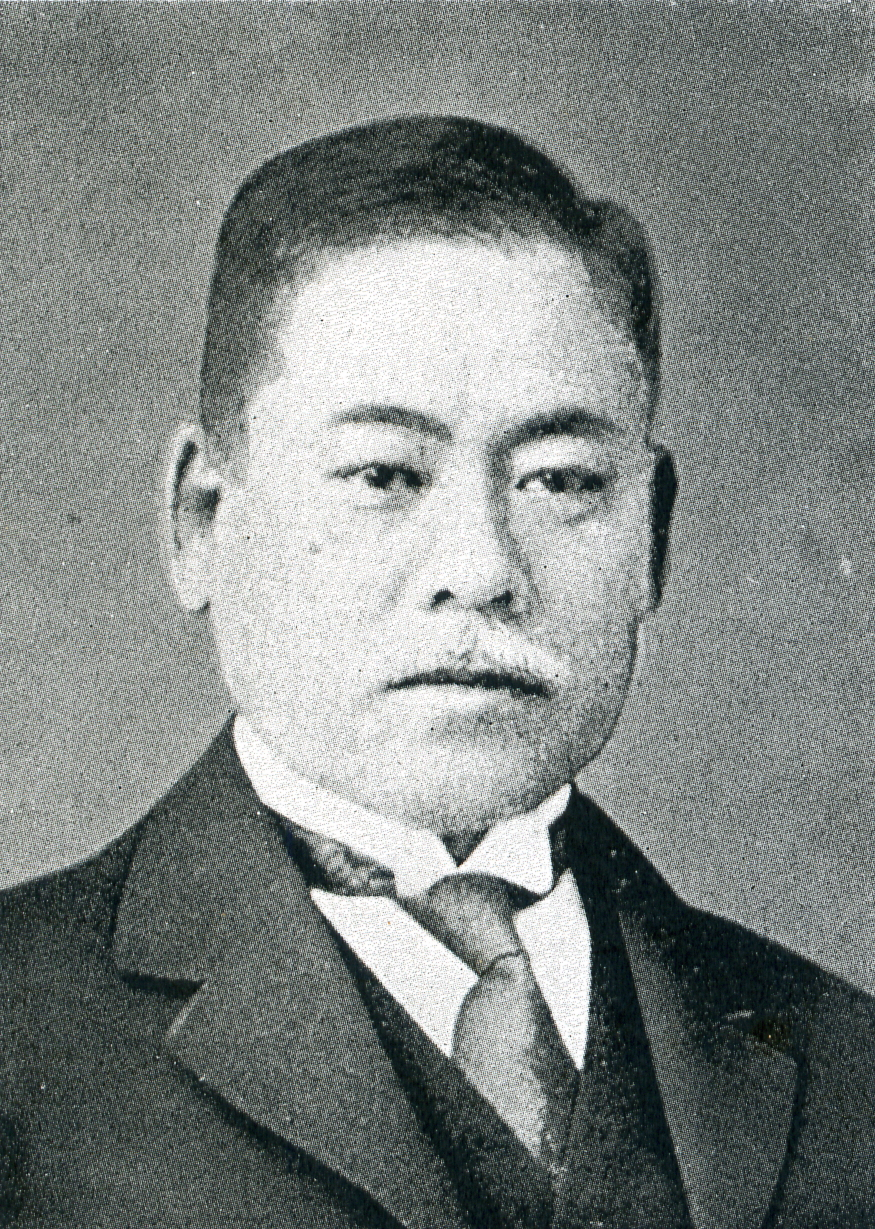
井上孝哉の肖像写真

井上 孝哉（いのうえ こうさい、1870年11月7日（明治3年10月14日） - 1943年（昭和18年）11月22日）は、日本の官僚・政治家。元衆議院議員。岐阜県出身。岐阜中学（現在の岐阜県立岐阜高等学校）、第一高等学校を経て東京帝国大学（現在の東京大学）卒業。

## 経歴
東京帝国大学卒業後、高等文官試験行政科に合格。内務書記官などを経て、1908年に佐賀県知事に就任。1917年、富山県知事に就任。1919年、神奈川県知事に就任。1922年、大阪府知事に就任。1923年、内務次官に就任した。
- 1870年（明治3年）美濃国席田郡郡府村（のち岐阜県本巣郡席田村[2]郡府、現本巣市）に生まれる。
- 1897年（明治30年）東京帝國大学法学部卒、内務省入り
- 同年 群馬県議会議員小野茂兵衛の末子八重子と結婚。八重子の姪新井三枝子は福田赳夫の妻
- 1906年（明治39年）神奈川県事務官・第四部長
- 1909年（明治42年）佐賀県知事
- 1910年（明治43年）東洋拓殖株式会社理事。朝鮮渡航、以降八年余を朝鮮半島の振興に尽力する。
- 1917年（大正6年）富山県知事
- 1919年（大正8年）神奈川県知事
- 1920年（大正9年）岐阜県選挙区より衆議院議員選挙に出馬。当選、以降4期連続当選
- 1922年（大正11年）大阪府知事
- 1923年（大正12年）内務次官。この年関東大震災が起こり、陣頭指揮をとる。
- 1932年（昭和7年）政界を引退。以降政友会岐阜県支部長、政友会顧問として党活動に従事する
- 1943年（昭和18年）没。享年73

1919年ごろ現職の知事も衆議院議員に立候補できる制度が制定された。当時この制度を利用していたのは井上孝哉と警視総監を務めた宮田光雄の2名だけであった。

## 栄典
- 1920年（大正9年）11月1日 - 旭日中綬章[3]
- 1930年（昭和5年）12月5日 - 帝都復興記念章[4]

外国勲章佩用允許
- 1907年（明治40年）2月1日 - 大清帝国：三等第一双竜宝星[5]

## 関連する人物
井上孝哉の親友には天皇機関説で知られる美濃部達吉や立作太郎、筧克彦、俵国一ら東京帝國大学出身でそれも学者が多かった。学生時代井上孝哉だけが東京森川町に自宅を持っていたので、そこに集まり親交を深めたという。
父は本巣郡の地主であった井上昌治。孝哉は長男として生まれた。
妻の八重子は群馬県人であり小野立蔵の妹。東京の跡見女学校を卒業後、17歳で孝哉と結婚。三男四女をもうけ昭和16年3月62歳で他界した。昭和13年愛国婦人会理事に就任。死去するまで東伏見宮妃の側近として活躍する。
長男・濱介は東京府立第一中学校、山形高等学校を経て東京帝国大学政治科出身の法学士、1928年に満鉄に入社して人事係主任などを務めるが終戦前に病死した。次男・鮮介は東京帝国大学の経済学士であり、日本興業銀行に勤めた。他に長女・千代（夫は法学士の竹田武男）、次女・美恵（夫は法学士の池永茂樹）、三女・三起子、三男・正三、四女・末子があった。
井上孝雄（俳優）は嫡流の孫。長男・浜介とその妻・敬子の長男である。
石原三起子は三女、福島県知事・参議院議員・初代自治大臣を歴任した石原幹市郎はその夫である。元衆議院議員石原健太郎は孫、元福島県議会議員石原信市郎や、元衆議院議員で現福島市議会議員の石原洋三郎は曾孫。